# Sina Khenpo Sherab Yeshe
| Tibetische Bezeichnung                                 |
| ------------------------------------------------------ |
| Wylie-Transliteration: zi na mkhan po shes rab ye shes |
| Chinesische Bezeichnung                                |
| Vereinfacht: 西纳堪布•喜饶益西                         |
| Pinyin:Xina Kanbu Xirao Yixi                           |

 Sina Khenpo Sherab Yeshe  (tib. zi na mkhan po shes rab ye shes) im 13. Jahrhundert war ein berühmter Lama der Sakya-Schule. Er war der 1. Sina Rinpoche, eine Trülku-Linie des Kumbum-Klosters in Qinghai. 
1251 stattete Phagpa Kublai Khan einen Besuch ab und wurde von ihm begleitet, als er nach Tibet zurückkehrte, um die Gelübde abzulegen.